# شذوذ جوردن
شذوذ جوردن (بالإنجليزية: Jordans' anomaly)‏ المعروف أَيْضًا باسم تشوه جوردن وأجسام جوردن، هو شذوذ عائلي في شكل خلايا الدم البيضاء. يُظهر الأفراد المصابون بهذه الحالة فجوة عصارية دائمة في خلايا المحببة والخلايا الوحيدة في الدم الوريدي ونخاع العظام. يرتبط شذوذ جوردن بأمراض تخزين الدهون المتعادلة.

## علم الوراثة
شذوذ جوردن هو سمة من سمات متلازمة شانارين-دورفمان وغيرها من أمراض تخزين الدهون المتعادلة. يرتبط هذا الشذوذ بطفرات في جين PNPLA2، الذي ينتج إنزيم الليباز ثلاثي الغليسريد الدهني (ATGL)، وجين ABHD5، الذي يشفر العامل المساعد لـ ATGL. تؤدي هذه الطفرات إلى تدمير ثلاثي الغليسريد المعيب وتراكم قطرات الدهون في الخلايا في جميع أنحاء الجسم.

## التركيب
تحتوي فجوات شذوذ جوردن على دهون متعادلة موجبة الصبغة بتقنية صبغة سودان.

## التاريخ
وُصِفَّ الشذوذ لأول مرة في عام 1953، من قبل الدكتور جوردن، الذي حدد فجوة عصارية غير طبيعية في خلايا الدم البيضاء لشقيقين مصابين بضمور عضليّ خلقيّ. باستخدام صبغات خاصة، أثبت جوردان أن الفجوات تحتوي على الدهون. في عام 1966، بُلِغَ عن حالتين أخريين من الفجوات الدهنية المستمرة في الأخوات المصابات بالسماك. متلازمة شانارين-دورفمان، التي تتألف من شذوذ جوردان، والسماك، واضطرابات تخزين الدهون، عُرِّفَت في السبعينات، والتي ربطت بشكل نهائي بين شذوذ جوردن ومرض تخزين الدهون. ارتبط شذوذ جوردن بالطفرات الجينية التي تؤثر على أيض ثلاثي الغليسريد في 2006.